# جمهورية الكونغو الشعبية
جمهورية الكونغو الشعبية (بالفرنسية: République populaire du Congo) هي دولة ماركسية لينينية اشتراكية ذات اعتراف محدود تأسست عام 1970 ضمن جمهورية الكونغو. قاد هذه الدولة حزب العمال الكونغولي (بالفرنسية: Parti congolais du travail) واستمرت حتى العام 1991 حيث تم إعادة تسمية الدولة وحل حزب العمال الكونغولي بعد تفكك الاتحاد السوفيتي.

## معرض صور

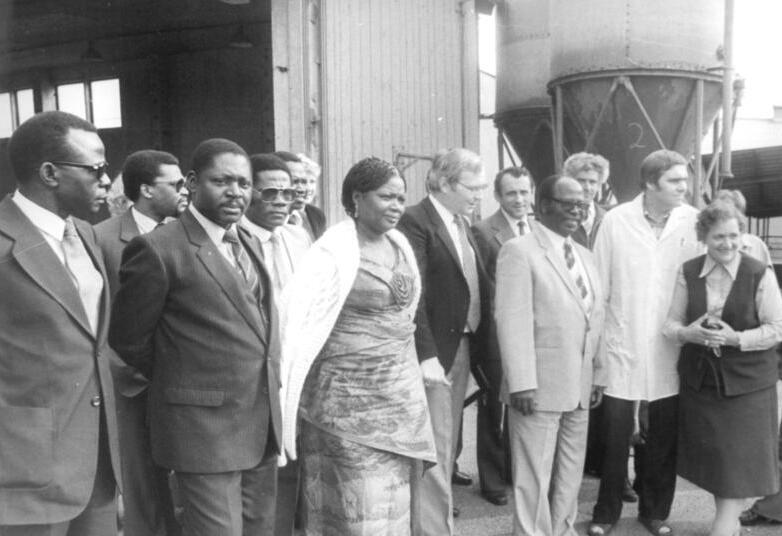
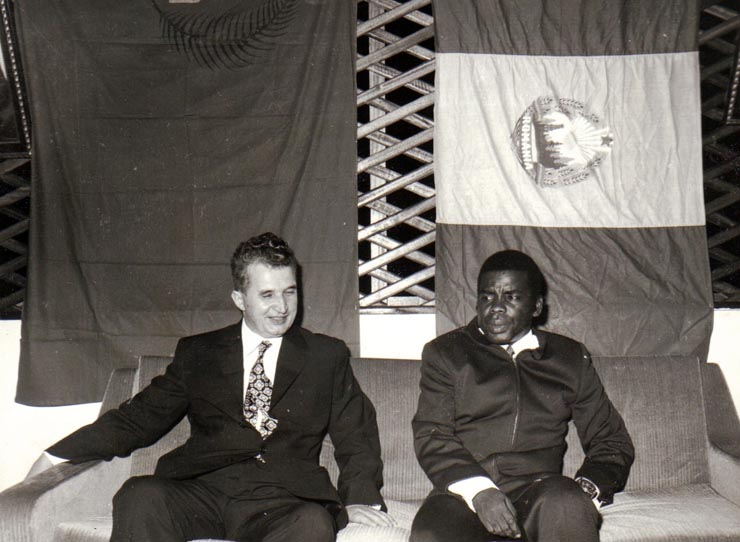

## أعلام
- كريستيان سامبا